# Thelma Herdlitz

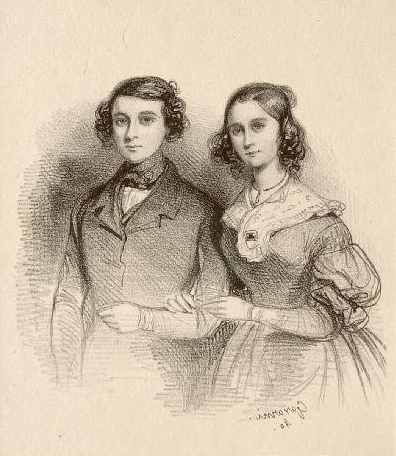
Thelma Herdlitz mit ihrem Ehemann Émile Taigny

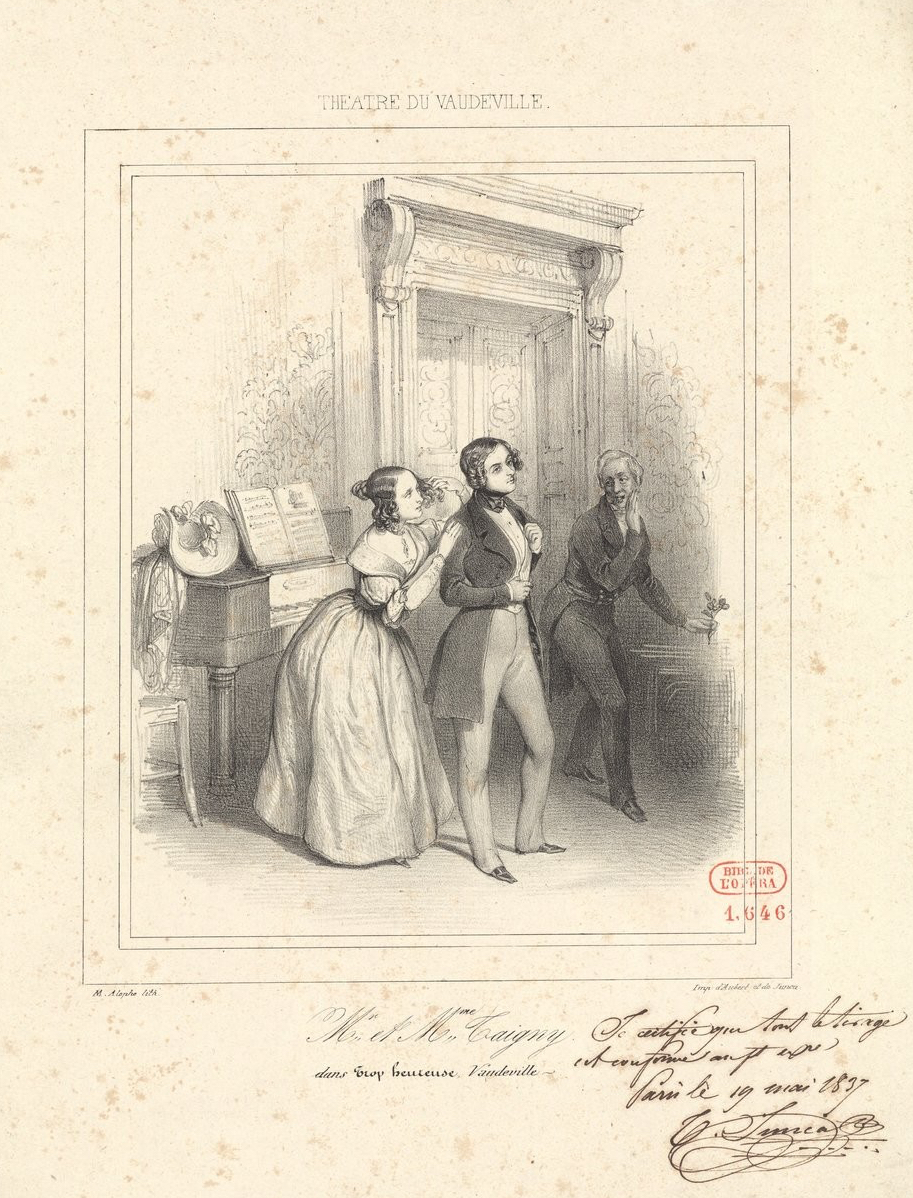
Bühneszene im Théâtre du Vaudeville mit Thelma Herdlitz und ihrem Ehemann Émile Taigny

Thelma Herdlitz, oder auch Herdlitzka, verheiratete Taigny, (* 1818 in Bordeaux; † 1896) war eine französische Bühnenschauspielerin.

## Biographie
Herdlitz’ Mutter und Großmutter waren selbst Schauspielerinnen gewesen und sie hatte von diesen das Handwerk erlernt. Als sie acht Jahre alt war, gab ihr Cousin, Émile Taigny, ein Gastspiel in Bordeaux. So lernte sie ihren späteren Ehemann kennen.
Herdliz hatte, bevor sie mit ihrer Mutter nach Paris ging, bereits in Bordeaux, Lyon und Rouen Bühnenerfahrung gesammelt. Auf Empfehlung des Dirigenten wurde Herdlitz am Théâtre des Variétés engagiert. Dort spielte sie fast täglich mit ihrem Ehemann Émile in zahlreichen Vaudevilles. Von 1838 bis 1840 tourten die beiden durch die Provinz. Im Gegensatz zu ihrem Mann hatte sie weiterhin Erfolg, nahm dann aber 1850, als Émile das Théâtre des Délassements–Comiques übernahm, dort das Engagement an. Sie spielte noch bis 1852 auf der Bühne, von der sie sich dann, 34-jährig, zurückzog, um dort die Leitung der Kostümabteilung zu übernehmen. Nach dem Aus des Théâtre des Délassements–Comiques arbeitete sie noch lange für das Théâtre de la Gaîté, ebenfalls in der Kostümabteilung.
Herdlitz arbeitete noch bis 1877 und ging dann in den Ruhestand. Sie erhielt bis zu ihrem Lebensende eine Pension von 500 Franc.
Sie war in ihrer Jugend eine viel gerühmte Schönheit, die mit großem schauspielerischem Talent das Publikum verzauberte.